# Libertárius paternalizmus
A libertárius paternalizmus szerint, amit neveznek lágy paternalizmusnak vagy aszimmetrikus paternalizmusnak is, az állam segíthet meghozni azokat a döntéseket, amelyeket az egyén maga meghozna, ha meglennének hozzá a képességei. De a kemény paternalizmussal szemben, amely bizonyos dolgokat tilt, másokat kötelezővé tesz, a gyenge paternalizmus csak befolyásolja az egyén szándékait, anélkül, hogy áthágná az akarat szabadságát, azaz megmarad libertarianizmusnak. A neoliberalizmus versenyével szemben ez egy a versenyszellemű életre felkészítő iskola.
A libertárius paternalizmust Richard Thaler közgazdász és Cass Sunstein jogász - az University of Chicago professzorai - indította útjára, utóbbi informális tanácsadója Barack Obama elnöki kampányának.

## Alapelvek
Az aszimmetria két értelemben is jellemző a megközelítésre. Olyan módon tervezett politikákat kínál, ami segít az irracionális embereknek, akik nem hajlandók, vagy tudják követni a saját érdekeiket, de nem keresztezi a racionális emberek autonóm akaratát, akik racionális, megfontolt döntéseket hoznak. Olyan értelemben is aszimmetrikus, hogy elfogadható azok számára is, akik úgy gondolják, hogy az emberek racionálisan viselkednek és azok számára is, akik úgy gondolják, hogy nem.
A libertarianizmus általában abból indul ki, hogy az emberek általában a legjobb érdekeiknek megfelelően cselekszenek. Ez a feltételezés vagy tautológia, vagy tesztelhető. A libertárius paternalizmus szerint tesztelhető, és nem igaz. Például egy önkiszolgáló étteremben az emberek választása függ attól, milyen sorrendben helyezik ki az ételeket, pedig a sorrendtől nem függ, mennyire egészséges az illető étel. Vagy a reklámok befolyásolják azt, melyik márkából vásárolnak többet az emberek, holott a reklámtól nem lesz az illető termék sem jobb, sem rosszabb. A reklám egy paternalisztikus megközelítés, ugyanakkor nem teszi kötelezővé a választást, nem alkalmaz kényszert.
Az emberek sokszor tesznek olyat, amiről tudják, hogy rossz nekik, mégis szeretik csinálni. Például sokan dohányoznak, bár tudják, hogy ez káros az egészségükre. A kemény paternalista politika egyszerűen megtiltja a dohányzást, vagy bünteti, míg a lágy paternalizmus lejáratja azt a dohányzó előtt - nem mások előtt -, hogy ostoba dolognak nézzen ki dohányozni. Itt sincs tehát kényszer. Mások egészsége érdekében természetesen alkalmazható kényszer, ahogy azt a libertárius elvek egyedül megengedik.
A marketing jól ismert tényezője, hogy egy bevásárlóközpontban egy áru kapóssága függ az elhelyezéstől - pl. a fejmagasságban elhelyezett áru fogy a legjobban. Thaler és Sunstein ezt nevezi választékarchitektúrának. Hasonló effektus működik egy választási listán, ahol a lista elején állók általában több szavazatot kapnak. Orvosok is beszámolnak arról, hogy többen alávetik magukat az operációnak, ha azt mondják, hogy 90% túléli, mintha azt, hogy 10% belehal. Nagyon fontos az amszterdami repülőtér férfivécéjének példája, ahol házilegyet festettek a piszoár belsejébe. Ezután volt hová célozni és 80%-kal csökkent a környezetszennyezés. A libertárius paternalizmus azt jelenti, hogy az embereknek joguk van figyelmen kívül hagyni bizonyos elrendezéseket, szokásokat, és akár feldúlni saját életüket, de a választékarchitektúrának ugyanakkor joga van megpróbálni befolyásolni az emberek viselkedését, mintegy jóindulatúan oldalba bökve őket.